# Havemos de Voltar
Havemos de Voltar é um bairro angolano que se localiza na província de Luanda, pertencente ao distrito do Golfe, no município de Quilamba Quiaxi.